# 齿嘴蜂鸟
齿嘴蜂鸟（学名：Androdon aequatorialis），也称小齿蜂鸟，是雨燕目蜂鸟科的一种鸟类，是齿嘴蜂鸟属（也称小齿蜂鸟属）的唯一一种。
齿嘴蜂鸟体重约7.3克，翼长约68毫米，嘴峰长约39.9毫米，喙宽度约3.1毫米，喙厚度约3.2毫米，跗蹠长约5.7毫米，尾长约41.4毫米。齿嘴蜂鸟在其分布区内为留鸟，其栖息在密集的高大树木组成的森林中，食性为草食性，主要食物来源是植物的花蜜。
齿嘴蜂鸟分布于巴拿马东部至哥伦比亚西部和厄瓜多尔西北部。该物种是单型物种，没有亚种分化。